# Bruxelles-Zepperen
Pour les articles homonymes, voir Bruxelles (homonymie) et Zepperen.
Bruxelles-Zepperen (en néerlandais : Brussel-Zepperen) est une course cycliste belge disputée entre Bruxelles et Zepperen. Elle se déroule au mois de mars.

## Palmarès
| Année     | Vainqueur               | Deuxième                        | Troisième            |
| --------- | ----------------------- | ------------------------------- | -------------------- |
| 1947      | Albert Van Russelt      | Maurice Stroobants              | Jozef Van Staeyen    |
| 1948      | Alfons Meurs            | Lode Wouters                    | Jan Storms           |
| 1949-1950 | ?                       | ?                               | ?                    |
| 1951      | Raymond Vanhoven        | Jos Buntickx                    | Paul Puttemans       |
| 1952      | Raymond Vanhoven        | Pierre Hendrickx                | Fons Jacobs          |
| 1953      | Fons Jacobs             | Gustaaf Verschuren              | Alfons Smets         |
| 1954      | Jules Wouters           | Willy Gramser                   | René Lauwers         |
| 1955      | Joseph Brugmans         | Félix Loise                     | Rik Luyten           |
| 1956      | Eduard Marien           | Jozef Janssens                  | Jean Schellekens     |
| 1957      | Guillaume Van Tongerloo | Raymond Coeckaerts              | André Bar            |
| 1958      | Louis Simons            | Jos Dewit                       | Antoine Diependaele  |
| 1959      | Alfons Blondeel         | Henri Baeyens                   | Marc Capla           |
| 1960      | Sylvain Henckaerts      | Romain Maes Jean-Baptiste Claes |                      |
| 1961      | Alfons Hellemans        | Roger Wynants                   | Léon Lenaers         |
| 1962      | Edward Sels             | Hugo Scrayen                    | Léon Lenaers         |
| 1963      | Jos Haeseldonckx        | Noël De Pauw                    | Fernand Deferm       |
| 1964      | Jos Cruysbergs          | Leander Tudts                   | Henri Peeters        |
| 1965      | Roger Vandenbergh       | Fernand Van Rymenant            | Hubert Cartenstadt   |
| 1966      | Adri van Hes            | Edouard Weckx                   | Aad Russens          |
| 1967-1974 | ?                       | ?                               | ?                    |
| 1975      | Hugo Thijs              | Dirk Op de Beeck                | Frits Slüper         |
| 1976      | Alfred Dockx            | Danny Vallaeys                  | Peter De Neef        |
| 1977      | Daniel Willems          | Dirk Sas                        | Mario Wittenberg     |
| 1978      | Gerard Blockx           | Alfred Dockx                    | Danny Nauwelaerts    |
| 1979      | Guy Nulens              | Dirk Sas                        | Eddy Copmans         |
| 1980      | Jozef Lieckens          | Jan Wijnants                    | Maarten de Vos       |
| 1981      | Bert Van Ende           | Jozef Lieckens                  | Marc Sergeant        |
| 1982      | Ronny Penxten           | Eric Vanderaerden               | Erik Stevens         |
| 1983      | Eddy De Bie (nl)        | Stefan Aerts                    | Dirk van Oorschot    |
| 1984      | Aloïs Wouters           | Luc Roosen                      | Luc Van de Vel       |
| 1985      | Carlo Bomans            | Patrick Bude                    | Erik Peeters         |
| 1986      | Benjamin Van Itterbeeck | Erik Peeters                    | Frank Raskin         |
| 1987      | Jan Vervecken           | Koen Vekemans                   | Noël Szostek         |
| 1988      | Johan Louwet            | Ronald Leirs                    | Jan Vervecken        |
| 1989      | Ludo Dierckxsens        | Frank Corvers                   | Danny Peeters        |
| 1990      | Wim Omloop              | Dany Alaerts                    | Wim Sels             |
| 1991      | Rigo Willems            | Frank Corvers                   | Guy Geerinckx        |
| 1992      | Gert Van Brabant        | Ludo Dierckxsens                | Stefan Thonnon       |
| 1993      | Ronny Van Asten         | Johan Van Eylen                 | Rigo Willems         |
| 1994      | Ludo Giesberts          | Kris Gerits                     | Robbie Vandaele      |
| 1995      | Ludo Giesberts          | Nico Renders                    | Peter Wuyts          |
| 1996      | Ludo Giesberts          | Hans Pijpers                    | Danny Dierckx        |
| 1997      | Danny Dierckx           | Peep Mikli                      | David Vanhove        |
| 1998      | Koen Das                | Dirk Aernouts                   | Jan Claes            |
| 1999      | Tim Meeusen (nl)        | Stijn De Peuter                 | Kevin Proost         |
| 2000      | Gert Dams               | Stijn Vanstraelen               | Jarno Vanfrachem     |
| 2001      | Gert Steegmans          | Jan Van Herck                   | Kevin D'Haese        |
| 2002      | Kenny De Block          | Ben Thaens                      | Gert Steegmans       |
| 2003      | Kilian Patour           | Kenny De Block                  | Johnny Hoogerland    |
| 2004      | Joost van Leijen        | Kor Steenbergen                 | Steve Schets         |
| 2005      | Nicky Cocquyt           | Steve Schets                    | Job Vissers          |
| 2006      | Michiel Van Aelbroeck   | Bart Mariën                     | Maxime Vantomme      |
| 2007      | Kristof De Zutter       | Simas Kondrotas                 | Bart Laeremans       |
| 2008      | Bjorn Coomans           | Jelle Wallays                   | Fréderique Robert    |
| 2009      | Dries Hollanders        | Kris Boeckmans                  | Stijn Ennekens       |
| 2010      | Nicolas Vereecken       | Guillaume Van Keirsbulck        | Dries Hollanders     |
| 2011      | Jorne Carolus           | Roy Jans                        | Gijs Van Hoecke      |
| 2012      | Nicky Cocquyt           | Wouter Wippert                  | Jochen Vankerckhoven |
| 2013      | Daan Myngheer           | Boris Vallée                    | Jérôme Giaux         |
| 2014      | Dieter Bouvry           | Matthias Allegaert              | Rutger Roelandts     |
| 2015      | Charlie Arimont         | Christophe Noppe                | Dries De Bondt       |
| 2016      | Michael Goolaerts       | Senne Leysen                    | Nathan Van Hooydonck |
| 2017      | Bram Welten             | Milan Menten                    | Franklin Six         |
| 2018      | Gerben Thijssen         | Glenn Debruyne                  | Gerry Druyts         |
| 2019      | annulé                  | annulé                          | annulé               |
| 2020      | Florian Vermeersch      | Ayco Bastiaens                  | Jarne Van de Paar    |
| 2021      | Felix De Groef          | Hans Dahlslett                  | Tom Bosmans          |
| 2022      | Davide Bomboi           | Gianluca Pollefliet             | Alfdan De Decker     |
| 2023      | Michiel Hillen          | Lander Loockx                   | Arne Santy           |
| 2024      | Liam Van Bylen          | Robbe Mellaerts                 | Jarno Bellens        |
| 2025      | Mauro Cuylits           | Tars Poelvoorde                 | Jarno Bellens        |